# Северовьетнамский тритон

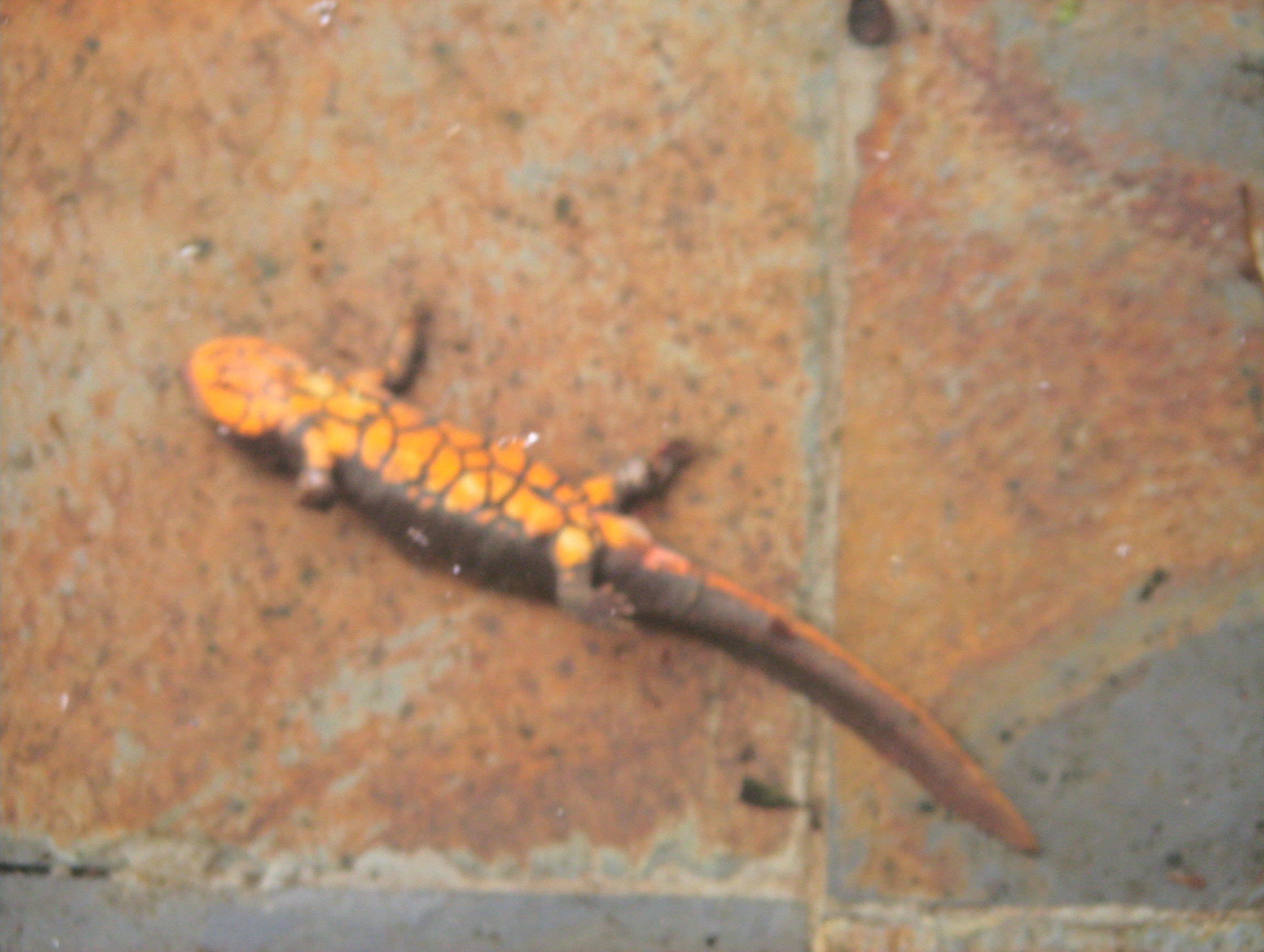

Северовьетнамский тритон (лат. Paramesotriton deloustali) — вид амфибий из рода бородавчатых тритонов (лат. Paramesotriton) отряда хвостатых земноводных. Вид находится под угрозой исчезновения из-за действия антропогенных факторов и включён в Красную книгу Вьетнама.

## Ареал
Данный вид обитает только в отрогах горного хребта Там Дао на севере Вьетнама. Встречается в провинциях Баккан, Хазянг, Йенбай, Туенкуанг, Тхайнгуен и Лаокай.

## Описание
Общая длина 16—17 см у самцов и 18—20 см у самок. Голова крупная с квадратной мордой. Имеющиеся на голове боковые костные гребни начинаются у рыла и заканчиваются у околоушных желёз, а срединный — до теменной кости. На туловище также есть боковые и срединный гребни, заканчивающиеся у основания хвоста. Хвост короче туловища, сплюснут с боков, имеет округлый конец. Хвост у самцов короче, чем у самок.
Кожа зернистая, с большим количеством бородавковидных образований. Цвет спины и боковых поверхностей оливково-коричневый с оранжевыми пятнами с боков. Хвост более светлый, чем туловище. Брюхо оранжево-красное, оранжевая полоса идёт почти до конца хвоста.

## Образ жизни
Животные обитают в небольших горных потоках среди вечнозелёных лесов, небольших озёрах и прудах, находящихся на высоте от 200 до 1300 метров над уровнем моря. Температура воды в них зимой и ранней весной находится на уровне не ниже 11 °C. В итоге животные активны в течение всего года. Тритоны питаются личинками стрекоз и брюхоногими моллюсками.
Брачный период начинается в ноябре, когда температура снижается с 19 °C до 14 °C, и продолжается до февраля. Для данного вида, как и для остальных бородавчатых тритонов, характерно агрессивное территориальное поведение в период спаривания.